# Регорафениб
Регорафениб (Regorafenib, BAY 73-4506, коммерческое название Stivarga) — пероральный мультикиназный ингибитор, разработанный компанией Bayer, воздействующий на процессы онкогенеза и ангиогенеза в опухолевой ткани, а также нарушающий регуляцию микроокружения опухоли путём ингибирования различных протеинкиназ. В доклинических исследованиях было показано, что Стиварга ингибирует ряд ангиогенных киназ рецепторов VEGF, участвующих в опухолевом неоангиогенезе (формировании новых кровеносных сосудов). С 2018 года включен в Перечень ЖНВЛП.